# Giovanni Battista Lancellotti
Giovanni Battista Lancellotti (Roma, 20 novembre 1575 – 23 luglio 1656) è stato un vescovo cattolico italiano.

## Biografia
Era figlio di Paolo Lancellotti, e di Giulia Delfini; fu nipote del cardinale Scipione Lancellotti, cugino di Emilio Altieri, papa Clemente X, e zio del cardinale Giulio Gabrielli (da parte materna).
Nacque il quarto di sette fratelli, dei quali, il primo fu il cardinale Orazio Lancellotti, e il quinto Tiberio Lancellotti acquirente del feudo di Lauri .
Essendo nominato vescovo di Nola, immediatamente dopo la consacrazione prese possesso della diocesi. Nel nuovo incarico dispiegò una multiforme e intensa attività. 
Vescovo attento ai suoi doveri, compì la visita pastorale ad ogni singola parrocchia della diocesi, convocò sotto la sua guida un sinodo, si occupò anche del seminario fondato nel 1568, dotandolo generosamente di risorse, e dandogli un nuovo lustro. Anche il Collegio della Compagnia di Gesù, esistente dal 1560, si ampliò per voler suo nel 1617, potendo accogliere molti docenti provenienti dal Collegio di Napoli.
Il vescovo favorì l'insediamento di nuovi monasteri femminili: a Nola, Somma e Lauro. Ricostruì, restaurò e dotò la chiesa dei Santi Apostoli, aggiungendo la dedicazione alla Madonna delle Anime del Purgatorio, consacrandola ai morti il primo novembre del 1640, e donandola alla nuova Confraternita per le anime del Purgatorio. Con l'aiuto del fratello cardinale Orazio, radunò nelle chiese della diocesi di Nola una notevole quantità di reliquie.
Anche a lui si devono importanti lavori per il restauro e l'ornamento: delle chiese della diocesi di Nola, della residenza vescovile che fece affrescare, e della cattedrale  completandone l'ornato e la dotazione con due organi, il coro e il pulpito e commissionando varie sculture, tra le quali l'Immacolata Concezione, San Felice, e San Paolino, prendendo queste, il posto nell'altare maggiore, delle tavole dipinte da Andrea Sabatini che oggi si trovavano nel museo della diocesi. Altro suo incarico fu il busto con testa d'argento di San Paolino, antico vescovo di Nola.
Nel novembre del 1621, il papa Gregorio XV gli diede l'importante incarico della nunziatura nella Confederazione polacco-lituana (formalmente Corona del Regno di Polonia e Granducato di Lituania).
Il vescovo Lancellotti da Nola, svolse con efficacia e dignità la sua mansione vescovile, compiendo con l'opera di cura spirituale e materiale della sua diocesi, senza trascurare la parte più mondana dei suoi doveri. Fu sepolto nella cattedrale di Nola.

## Genealogia episcopale e successione apostolica
La genealogia episcopale è:
- Cardinale Bonifazio Caetani
- Vescovo Giovanni Battista Lancellotti

La successione apostolica è:
- Vescovo Michał Erazm Działyński (1624)
- Vescovo Jakub Zadzik (1624)